# Kočovce
Kočovce este o comună slovacă, aflată în districtul Nové Mesto nad Váhom din regiunea Trenčín. Localitatea se află la altitudinea de 183 m deasupra n.m., se întinde pe o suprafață de 15,32 km2 și în 2017 număra 1.563 de locuitori.

## Istoric
Localitatea Kočovce este atestată documentar din 1321.

## Demografie
| An:                | 1994 | 2004   | 2014   | 2024    |
| ------------------ | ---- | ------ | ------ | ------- |
| Număr de persoane: | 1359 | 1399   | 1501   | 1845    |
| Diferență:         |      | +2,94% | +7,29% | +22,91% |

| An:                | 2023 | 2024   |
| ------------------ | ---- | ------ |
| Număr de persoane: | 1795 | 1845   |
| Diferență:         |      | +2,78% |